# يو إس آر سي غريشام
كان يو إس آر سي غريشام زورقاً بحرياً وزورق دعم حربي بُني لصالح دائرة الإيرادات البحرية الأمريكية للقيام بدوريات في منطقة البحيرات العظمى. وكان يُعد واحداًً من سلسلة الزوارق المسماة نسبة إلى وزراء الخزانة الأمريكيين السابقين. شغل والتر كوينتين غريشام، الذي حمل الزورق اسمه، منصب وزير الخزانة رقم 35 في 1884 وتوفي في 1895 بينما كان يشغل منصب وزير الخارجية الأمريكي رقم 33. أصبح الزورق تابعاً لخفر السواحل الأمريكي الذي تأسس حديثاً في 1915، وعمل أيضاً كزورق دورية لحماية القوافل الساحلية تحت خدمة البحرية الأمريكية خلال الحرب العالمية الأولى والثانية. أصبح في النهاية تحت السيطرة الإسرائيلية في 1947 وتغير اسمه إلى آخي هاتيكفاه، بعد خروجه من خدمة خفر السواحل في 1944. حيث عمل على نقل اللاجئين اليهود من إيطاليا إلى فلسطين وخدم لاحقاً في البحرية الإسرائيلية الوليدة حتى 1951.